# Glenda Miranda
Glenda Cecilia Miranda Alvarado (Babahoyo, 6 de diciembre de 1985) es una deportista ecuatoriana que compitió en judo. Ganó cuatro medallas en el Campeonato Panamericano de Judo entre los años 2005 y 2009.

## Palmarés internacional
| Campeonato Panamericano | Campeonato Panamericano  | Campeonato Panamericano | Campeonato Panamericano |
| Año                     | Lugar                    | Medalla                 | Categoría               |
| ----------------------- | ------------------------ | ----------------------- | ----------------------- |
| 2005                    | Caguas (Puerto Rico)     | Medalla de oro          | –48 kg                  |
| 2007                    | Montreal (Canadá)        | Medalla de bronce       | –48 kg                  |
| 2008                    | Miami (Estados Unidos)   | Medalla de bronce       | –48 kg                  |
| 2009                    | Buenos Aires (Argentina) | Medalla de bronce       | –52 kg                  |